# Salswing!
Salswing! (estilizado como SALSWING!) es el sexto álbum de estudio del cantante panameño Rubén Blades y Roberto Delgado & Orquesta, lanzado el 16 de abril de 2021, a través de Rubén Blades Productions. Fue producido por Roberto Delgado y presenta canciones de Blades como "Paula C", así como canciones de salsa y estándares de jazz como Pennies from Heaven y The Way You Look Tonight.
Además del álbum, se lanzaron dos álbumes complementarios: Salsa Plus! el 23 de abril de 2021 y Swing! el 30 de abril de 2021; el primero presenta principalmente canciones de salsa con algunas canciones de swing, mientras que el segundo contiene canciones de jazz con algunas canciones de salsa, ambos álbumes están compuestos por canciones de Salswing! y cada uno de los álbumes se centra en las canciones de su respectivo género. 

## Recepción de la crítica
Marty Lipp de PopMatters calificó el álbum con un ocho sobre diez y escribió que "en lugar de hacer un álbum de grandes éxitos o hacer un llamado político a las armas en nuestros tiempos turbulentos, Blades ha lanzado un álbum de celebración cuyo objetivo es hacer que los oyentes se muevan y pongan sonrisas". en sus caras (con el objetivo secundario de romper con las ideas preconcebidas sobre la separación entre géneros)", también comentó que "como ocurre a lo largo del álbum, la orquesta demuestra ser inventiva y constantemente interesante".  Escribiendo para All About Jazz, Jim Trageser le dio al álbum cuatro estrellas y media de cinco, calificando el álbum como "uno de los mejores álbumes de swing de big band de los últimos tiempos", y agregó que "en Salswing! Blades y Delgado capturan una variedad tan amplia como franja de música de Big Band Era como cualquier banda reunida hasta ahora ".  Elías Leight de Rolling Stone destacó el tema "Tambó", último tema del disco, calificándolo de "feroz" además de lo mejor del disco. 

## Listado de pistas
Todos los temas fueron producidos por Roberto Delgado.
| SALSWING! track listing |                            |          |  |
| N.º                     | Título                     | Duración |  |
| 1.                      | «Paula C.»                 | 5:36     |  |
| 2.                      | «Pennies from Heaven»      | 3:39     |  |
| 3.                      | «Mambo Gil»                | 3:12     |  |
| 4.                      | «Ya No Me Duele»           | 4:32     |  |
| 5.                      | «Watch What Happens»       | 2:13     |  |
| 6.                      | «Cobarde»                  | 3:50     |  |
| 7.                      | «Do I Hear Four?»          | 3:42     |  |
| 8.                      | «Canto Niche»              | 4:32     |  |
| 9.                      | «The Way You Look Tonight» | 3:37     |  |
| 10.                     | «Contrabando»              | 5:42     |  |
| 11.                     | «Tambó»                    | 4:14     |  |

| SALSA PLUS! track listing |                   |          |  |
| N.º                       | Título            | Duración |  |
| 1.                        | «Paula C.»        | 5:36     |  |
| 2.                        | «Contrabando»     | 5:42     |  |
| 3.                        | «Mambo Gil»       | 3:12     |  |
| 4.                        | «Tambó»           | 4:14     |  |
| 5.                        | «Ya No Me Duele»  | 4:32     |  |
| 6.                        | «Canto Niche»     | 4:32     |  |
| 7.                        | «Do I Hear Four?» | 3:42     |  |
| 8.                        | «Cobarde»         | 3:50     |  |

| SWING! track listing |                            |          |  |
| N.º                  | Título                     | Duración |  |
| 1.                   | «Pennies from Heaven»      | 3:39     |  |
| 2.                   | «Ya No Me Duele»           | 4:32     |  |
| 3.                   | «Do I Hear Four?»          | 3:42     |  |
| 4.                   | «Paula C.»                 | 5:36     |  |
| 5.                   | «Watch What Happens»       | 2:13     |  |
| 6.                   | «Mambo Gil»                | 3:12     |  |
| 7.                   | «The Way You Look Tonight» | 3:37     |  |
| 8.                   | «Cobarde»                  | 3:50     |  |

## Créditos y personal

### Rubén Blades y Roberto Delgado & Orquesta
- Rubén Blades – lead performer, backing vocals
- Roberto Delgado – double-bass, electric bass, backing vocals
- Ademír Berrocal – congas, drums
- Juan Berna – piano
- Dario Boente - piano
- Raúl Rivera – bongó, campana
- Carlos Pérez Bidó – timbales, drums
- Juan Carlos "Wichy" López – trumpet
- Alejandro "Chichisín" Castillo – trumpet, trombone, baritone saxophone
- Francisco Delvecchio – trombone
- Avenicio Nuñez – trombone
- Carlos Ubarte – flute, saxophone
- Carlos Agrazal – alto saxophone
- Ivan Navarro – tenor saxophone
- Luis Carlos Pérez – tenor saxophone

- Raniero Palm – conductor
- Jesús David Medina – conductor, violin, viola
- Ornella Hernández – violin, viola
- Daniela Valentina Pérez – violin
- Alejandra Carrillo – violin
- Lina Cáceres – viola
- Atamaica Ruiz – cello
- Yosmari Rodríguez – cello
- Adelis Gudiño – cello
- Maycol Chacón – cello
- Gabriel Delgado – cello
- Jhovanna Acosta – cello

### Técnico
- Rubén Blades – executive producer
- Roberto Delgado – producer, arranger, mixer
- Oscar Marín – recording engineer, mixer
- Ignacio Molino – recording engineer (tracks 6, 9)
- Pablo Governatori – recording engineer (tracks 6, 9)
- Marcos Marín – assistant engineer
- Juan Carlos García De Paredes – assistant engineer
- Álvaro Chávez – assistant engineer
- Daniel Sanint – assistant engineer
- Pablo Morales – assistant engineer
- Daniel Ovie – mastering
- Luis Carlos Garcia – photography
- Orosmán de la Guardia – graphic design

## Premios y reconocimientos
En la 22ª Entrega Anual del Latin Grammy, el álbum ganó Álbum del Año, siendo la segunda vez que Blades y Delgado & Orquestra ganan el premio después de Salsa Big Band en la edición de 2017, también fue su tercera nominación en la categoría juntos, además, Salsa Plus! ganó Mejor Álbum de Salsa.   Salswing! también ganó el premio al Mejor Álbum Latino Tropical en la 64ª Entrega Anual de los Premios Grammy . 